# 東急文化会館
東急文化会館（とうきゅう ぶんかかいかん）は、東京都渋谷区にあった複合商業施設。東急百貨店が所有・運営し、渋谷駅前（東口）を代表する文化施設として知られた。
1956年（昭和31年）開業。2003年（平成15年）閉業。建物も解体され、替わって跡地には渋谷ヒカリエが2012年（平成24年）に開業した。
「東急文化会館」が正式名称であるが、別称「渋谷東急文化会館」を所有者も含めて用いている。

## 歴史
建物は、日本を代表する建築家・坂倉準三（坂倉建築研究所）が建築構造設計を行い、舞台機構の設計については森平舞台機構株式会社（通称・モリヘイ）が行った。施工は清水建設が行っている。鉄骨鉄筋コンクリート造、地下1階・地上8階・塔屋3階建であった。4つの映画館、美容室、レストラン、書店などの店舗が入り、特に屋上にはプラネタリウム「天文博物館五島プラネタリウム」が設置されたこともあり、東京の名所として修学旅行のコースに組み込まれるほどの人気を博した。当時の国鉄渋谷駅東口は、東京都電のターミナルであったことから、交通の混乱を避けるために、開業と同時に歩道橋が作られ、東急東横線の改札口から段差なしで文化会館にいくことができた。
しかし、1989年（平成元年）、東急百貨店本店に併設される形で日本初の大型の複合文化施設としてBunkamuraが開業し、東急グループを代表する施設ではなくなった。
2003年（平成15年）、建物の老朽化と東急東横線（渋谷駅‐代官山駅間）の地下化工事および営団地下鉄13号線（のちの東京メトロ副都心線）建設のために閉鎖し、解体され、47年の歴史に幕を閉じた。2008年（平成20年）6月14日、跡地の地下に東京メトロ副都心線が開業した。この施設の跡地は2012年（平成24年）に「渋谷ヒカリエ」として再スタートを切った。

### 年表
- 1943年（昭和18年）
  - 1月 - 太平洋戦争の戦況悪化に伴い、東京市立渋谷小学校（現・渋谷区立渋谷小学校の前身）の機能自体の強制疎開（強制移転）が挙行される。跡地（渋谷区金王町36番地。cf. 渋谷区の町名#旧町名）の譲渡先となった東京急行電鉄（現・東急電鉄）は、残された木造校舎を本社分室として再利用することになった[6]。
- 1945年（昭和20年）
  - 5月24日未明 - アメリカ空軍による東京大空襲の第3次大規模空襲の1日目が決行され、渋谷区全域を含む都心部の焼け残り地域が絨毯爆撃の標的になる[7][8]。同区における空襲被害は翌25日も続いたが、区域の大部分は24日のうちに焼き尽くされている[7][注 1]。当館も本社分室（旧校舎）が全焼する[6]。なお、市立渋谷小学校は5月26日に疎開先で空襲に遭い、全校舎を焼失したことで廃校の危機に瀕している。
  - 月日未特定 - 終戦後、バラックの「渋谷第一マーケット」が開設され、明治通りの拡張に伴い、敷地の増減を経て、現在の敷地が確定する[6]。

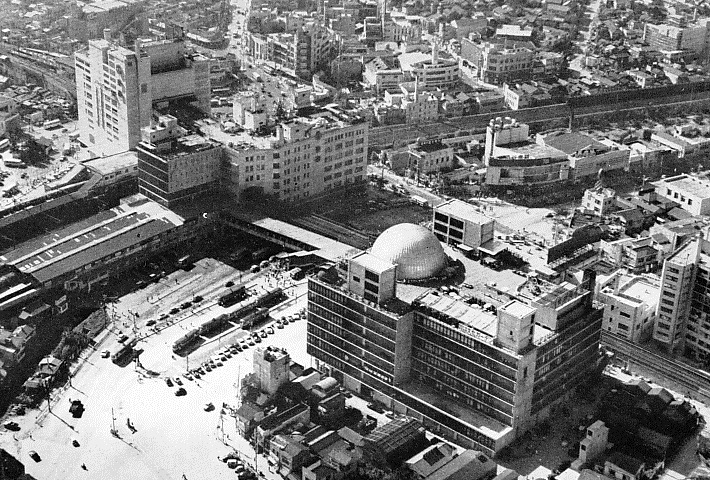
東急文化会館（右手前）と渋谷駅（左奥）（1960年頃）

- 1955年（昭和30年）7月 - 東急文化会館の建設着工。
- 1956年（昭和31年）
  - 5月15日 - 株式会社東急文化会館の設立。
  - 12月1日 - 東急文化会館の開館 / 運営者は株式会社東急文化会館。館内にて、同日、渋谷パンテオンも開業[1]。
- 1957年（昭和32年）
  - 4月1日 - 天文博物館五島プラネタリウムの開業。
  - 8月 - 東急ジャーナルで「東急文化寄席」の演芸興行を開始。
- 1963年（昭和38年）6月 - 東急ジャーナルで「お笑い横丁」の演芸興行を開始（NETテレビ『大正テレビ寄席』の公開録画を含む）。
- 1966年（昭和41年）
  - 10月1日 - 東急日動画廊の開設。
  - 11月1日 - 株式会社東急文化会館が、新日本興業（のちの東急レクリエーション）に吸収合併される。
- 1969年（昭和44年）7月5日 - 東急ジャーナルが「東急レックス」に改称される。
- 1978年（昭和53年）6月 - 東急レックスでのテレビ番組収録（『大正テレビ寄席』）終了。
- 1982年（昭和57年）12月4日 - 渋谷パンテオンと東急名画座で『E.T.』が封切される。この映画は半年に及ぶロングランを記録し、当館史上最大のヒット作になる。
- 1985年（昭和60年）5月31日～6月7日 - 渋谷パンテオンにて、第1回東京国際ファンタスティック映画祭が開催される。以後、毎年開催されるが、いつのころか、開催時期は晩春から晩秋（10月下旬～11月上旬）へと変更される。
- 1986年（昭和61年）6月 - 東急名画座が「渋谷東急2」に改称される。
- 1990年（平成2年）10月 - 東急レックスが「渋谷東急3」に改称される。
- 2000年（平成12年）7月 - 東急ゴールデンホール（結婚式場・宴会場）の閉鎖。
- 2001年（平成13年）3月11日 - 天文博物館五島プラネタリウムの閉鎖。
- 2002年（平成14年）
  - 5月28日 - 東京急行電鉄が、東急文化会館の閉鎖および解体を発表する[2]。
  - 10月下旬～11月上旬 - 当館内の渋谷パンテオンで毎年開催されてきた東京国際ファンタスティック映画祭が、18回をもって、当館で開催されるものとしては最終回を迎える[9][10]。明くる2003年（平成15年）年秋の19回からは新宿ミラノ座（新宿TOKYU MILANO内）が開催地となった[9]ものの、2005年（平成17年）開催の21回を最後に映画祭そのものが20年あまりの歴史に幕を下ろすことになる[10]。

- 2003年（平成15年）

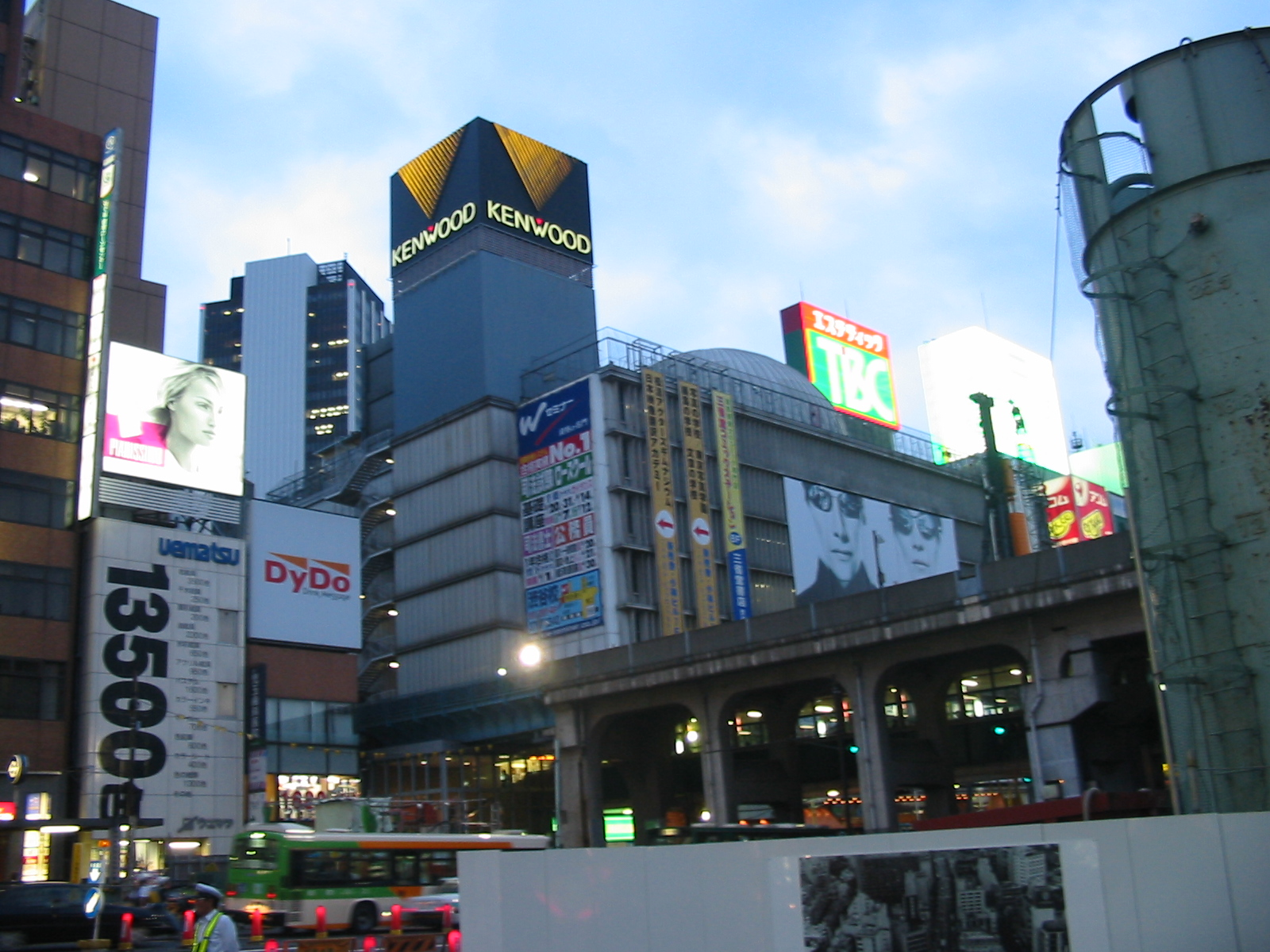
東急文化会館（2003年）

  - 3月 - 東京急行電鉄が、底地権（総面積 5,103 m2）の共有持ち分の10分の7を三菱信託銀行に信託し、信託受益権を売却する。購入者はビー・ケー・アセットファンディング有限会社（東銀リースの特別目的会社）であった。
  - 6月30日 - 東急文化会館が完全閉鎖される[2][11]。
  - 7月 - 東急文化会館内で営業していた「渋谷東急」が、同区内の渋谷2丁目にある高層ビル「渋谷クロスタワー」へ移転して営業を再開する[12]。その後の渋谷東急は、2005年（平成17年）から2008年（平成20年）にかけて「ぴあフィルムフェスティバル」のメイン会場になるなどしたが、移転からおよそ10年後の2013年（平成25年）5月をもって全ての営業を終了している[12]。
- 2009年（平成21年）6月30日 - 東急文化会館の跡地にて、後継施設に位置付けられている複合商業施設「渋谷ヒカリエ（地上高 182.5 m）」の建設が着工される。
- 2012年（平成24年）
  - 3月 - 渋谷ヒカリエの竣工。
  - 4月26日 - 渋谷ヒカリエの開業。

## フロア

### 開館当時のフロア構成
| 階  | 東急文化会館                                       |
| --- | -------------------------------------------------- |
| 8F  | 東急ゴールデンホール・天文博物館五島プラネタリウム |
| 7F  | 東急ゴールデンホール                               |
| 6F  | 東急名画座                                         |
| 5F  | 渋谷東急                                           |
| 4F  | 東京田中千代服装学園                               |
| 3F  | 資生堂美容室・理髪店                               |
| 2F  | 文化特選街                                         |
| 1F  | 渋谷パンテオン・東急不動産渋谷営業所・文化三共薬局 |
| B1F | 東急ジャーナル・文化地下食堂                       |

その後もテナントの入れ替えを繰り返し、過去に第一家庭電器などが、最末期には三省堂書店（5階）や東急ストア（地下1階）なども入居していた。

### 文化理髪室
文化理髪室は文化会館3階にあり、長嶋茂雄が贔屓にする理容室として知られていた。当施設閉館後大田区北千束に移転。店名は変えず、長嶋茂雄も変わらず来店している。

## 映画館
渋谷の東口から見える大きな4つの映画看板で知られていた。以下の館名・定員はすべて閉館時のものである。
| 東急文化会館 上映作品 動員数ランキング | 東急文化会館 上映作品 動員数ランキング | 東急文化会館 上映作品 動員数ランキング | 東急文化会館 上映作品 動員数ランキング                    | 東急文化会館 上映作品 動員数ランキング | 東急文化会館 上映作品 動員数ランキング |
| 順位                                   | 上映年                                 | 作品                                   | 監督                                                      | 上映館                                 | 動員数                                 |
| -------------------------------------- | -------------------------------------- | -------------------------------------- | --------------------------------------------------------- | -------------------------------------- | -------------------------------------- |
| 1                                      | 1982年                                 | E.T.                                   | スティーヴン・スピルバーグ                                | パンテオン 東急名画座                  | 597,687人                              |
| 2                                      | 1983年                                 | フラッシュダンス                       | エイドリアン・ライン                                      | 渋谷東急                               | 353,725人                              |
| 3                                      | 1963年                                 | 大脱走                                 | ジョン・スタージェス                                      | パンテオン                             | 309,948人                              |
| 4                                      | 1960年                                 | 眠れる森の美女                         | クライド・ジェロニミ（監督） ケン・ピーターソン（総監督） | パンテオン                             | 293,676人                              |
| 5                                      | 1992年                                 | ボディガード                           | ミック・ジャクソン                                        | パンテオン                             | 266,931人                              |

渋谷パンテオン（1階）
定員1,119人。名称は円形劇場を意味しており、プラネタリウムを持つこの建物にちなんでいる。70mmフィルム映写機があった超大型の映画館。ル・コルビュジエ作画の緞帳『闘牛十四号』（1956年〈昭和31年〉、川島織物セルコン製作）でも知られていた。その大きさのため、東京国際ファンタスティック映画祭など、数々のイベントの会場となった。終盤期には、主に丸の内ルーブルチェーンの映画を上映していた。
渋谷東急（5階）
定員824人。後の渋谷東急につながる映画館。ファミリー向きの映画などが多く上映されていた。松竹東急系のチェーンマスターでもある。
渋谷東急2（6階）
定員381人。開業時は東急名画座の名称で文字通り名画座であった。1986年6月に「渋谷東急2」に改称し、松竹東急系のロードショー館に転換。終盤期には丸の内ピカデリー1系の作品を中心に上映していた。
渋谷東急3（地下1階）
定員374人。開業時は東急ジャーナルとしてニュース映画を主体に低料金で映画を提供する映画館として運営されていたが、1969年7月5日より松竹東急系のロードショー館東急レックスとして運営された。以降は様々な系列の映画を上映していたが、最終期には丸の内シャンゼリゼ（現・丸の内TOEI2）などと少数館でチェーンを組み、ミニシアター向けの映画を中心に上映していた。
また、映画館としてだけではなく、東急ジャーナル時代の1957年8月からは『東急文化寄席』として土曜日と日曜日の夜間に演芸興行を行っていた。これは東宝で東宝名人会を手掛けていた山田博の企画によるもので、落語協会と芸術協会が隔週交互に出演して好評を博していた。また、漫才研究会（現・漫才協会）とボーイズ協会（現・ボーイズバラエティ協会）が渋谷進出を企てており、これに呼応すべく1963年6月からは月曜日の夜間に追加でテレビ番組『大正テレビ寄席』（NET→テレビ朝日）の収録を兼ねた『お笑い横丁』と題した演芸興行を行っていた。こちらの出演者の顔付けはNETと山田がそれぞれ行っており、全出演者10組のうち仲入り後の3組がテレビ中継の対象となっていた。

### パンテオンで上映していた作品
- 放浪の王者（オープニング上映作品）
- 眠れる森の美女
- 101匹わんちゃん
- 大脱走
- クレオパトラ
- 祇園祭
- ブリット
- ダーティハリーシリーズ
- 砂の器
- ザ・ヤクザ (The Yakuza)
- タワーリング・インフェルノ
- ジョーズ
- エアポート'77/バミューダからの脱出
- スーパーマンシリーズ
- U・ボート
- E.T.（同館史上最大のヒット作）
- グレムリン
- ビバリーヒルズ・コップ
- マッドマックス/サンダードーム
- ペイルライダー
- グーニーズ
- プラトーン
- リーサル・ウェポンシリーズ
- ラストエンペラー
- メジャーリーグ
- ツインズ
- バットマンシリーズ
- JFK
- ボディガード
- 許されざる者
- ラスト・アクション・ヒーロー
- パーフェクト・ワールド
- パルプ・フィクション
- インタビュー・ウィズ・ヴァンパイア
- アウトブレイク
- バットマン・フォーエヴァー
- キャスパー
- マディソン郡の橋
- ジュマンジ
- イレイザー
- メン・イン・ブラック
- ディープ・インパクト
- 始皇帝暗殺
- 6デイズ・7ナイツ
- シン・レッド・ライン
- アイズ・ワイド・シャット
- マトリックス
- ワイルド・ワイルド・ウエスト
- シュリ（韓国映画）
- パーフェクト ストーム
- A.I.
- ハリー・ポッターと賢者の石
- 007 ダイ・アナザー・デイ
- マトリックス・リローデッド（最後の封切作品）
- サウンド・オブ・ミュージック（同館最後の日に70mmで上映）

### 旧・渋谷東急で上映された作品
- ウエスト・サイド物語
- グレートレース
- エクソシスト（ディレクターズ・カット版も上映）
- 燃えよドラゴン
- ロッキー（1-3作目）
- ウルトラマン怪獣大決戦
- 愛と青春の旅立ち
- トッツィー
- フラッシュダンス
- スタジオジブリ
  - 風の谷のナウシカ
  - 天空の城ラピュタ
  - 魔女の宅急便
- オーディーン 光子帆船スターライト
- ハイランダー 悪魔の戦士
- あぶない刑事
- 天と地と
- 羊たちの沈黙
- JM
- スワロウテイル
- 新世紀エヴァンゲリオン劇場版
- バグズ・ライフ
- マトリックス
- パール・ハーバー
- モンスターズ・インク
- 少林サッカー
- スクリーム
- レッドプラネット（公開初週のみ、以後は渋谷東急3へ移動）
- アヴァロン（渋谷東急3にて公開される予定が、公開初日の朝に急遽レッドプラネットとの入れ替えが決定し、移動となる）
- 恋愛寫眞 Collage of our Life（最後の封切作品）

### 渋谷東急2で上映された作品
- 宇宙戦艦ヤマトシリーズ
  - 宇宙戦艦ヤマト
- クレイマー、クレイマー
- フットルース
- ハンナとその姉妹
- インディ・ジョーンズ/最後の聖戦
- バック・トゥ・ザ・フューチャーPART2
- パニッシャー (1989年公開映画)（英語版） (The Punisher (1989 film))
- 氷の微笑
- アポロ13
- トイ・ストーリー
- セブン・イヤーズ・イン・チベット
- スクリーム2
- ロード・オブ・ザ・リング
- トゥー・ウィークス・ノーティス（最後の封切作品）

### 渋谷東急3で上映された作品
- 宇宙戦艦ヤマトシリーズ
  - 宇宙戦艦ヤマト
  - さらば宇宙戦艦ヤマト 愛の戦士たち
  - ヤマトよ永遠に
- 銀河鉄道999
- 1000年女王
- 探偵物語
- 時をかける少女
- デルタ・フォース
- ハチ公物語
- レッド・スコルピオン
- ゴーストバスターズ2
- 七人のおたく
- ジュラシック・パーク
- タイタニック
- マスク・オブ・ゾロ
- 恋におちたシェイクスピア
- エリザベス
- ナトゥ 踊る!ニンジャ伝説
- アレックス
- リベリオン
- 千年女優
- 略奪者（最後の封切作品）